# Asio ecuadoriensis
Asio ecuadoriensis era una especie de búho gigante que vivió hace aproximadamente 40 000 años en la era Pleistoceno, en lo que hoy es Sudamérica, sus restos provienen de una cueva de la provincia de Chimborazo, a 2800 metros sobre el nivel del mar en la llamada Quebrada Chalán. En la Sierra central del Ecuador.

## Descripción
Era una especie del género Asio de unos 70 centímetros de alto y de 1,50 metros de envergadura. Consumía especialmente otros tipos de aves del mismo orden, pero de menor tamaño, por lo que se considera un búho caníbal.